# Eptinezumab
Eptinezumab (trước đây là ALD403) là một loại thuốc thử nghiệm đang được Alder Biopharmologists phát triển để điều trị chứng đau nửa đầu. Nó là một kháng thể đơn dòng nhắm mục tiêu alpha và beta liên quan đến gen calcitonin (CGRP). Đó là trong các thử nghiệm lâm sàng giai đoạn III Tính đến  tháng 8 năm 2017.